# Stigmatea pelvetiae
Stigmatea pelvetiae är en svampart som beskrevs av G.K. Sutherl. 1915. Stigmatea pelvetiae ingår i släktet Stigmatea, klassen Dothideomycetes, divisionen sporsäcksvampar och riket svampar.   Inga underarter finns listade i Catalogue of Life.